# Бердсборо (Пенсільванія)
Бердсборо (англ. Birdsboro) — місто (англ. borough) в США, в окрузі Беркс штату Пенсільванія. Населення — 5106 осіб (2020).

## Географія
Бердсборо розташоване за координатами 40°15′44″ пн. ш. 75°48′36″ зх. д. / 40.26222° пн. ш. 75.81000° зх. д. (40.262329, -75.810113).  За даними Бюро перепису населення США в 2010 році місто мало площу 3,54 км², з яких 3,46 км² — суходіл та 0,08 км² — водойми.

## Демографія
Згідно з переписом 2010 року, у селищі мешкали 5163 особи в 1925 домогосподарствах у складі 1410 родин. Густота населення становила 1460 осіб/км².  Було 2014 помешкання (570/км²).
Расовий склад населення:
| - 95,5 % — білих - 1,4 % — чорних або афроамериканців - 0,3 % — азіатів - 0,2 % — корінних американців - 1,0 % — осіб інших рас |

До двох чи більше рас належало 1,7 %. Частка іспаномовних становила 3,2 % від усіх жителів.
За віковим діапазоном населення розподілялося таким чином: 26,7 % — особи молодші 18 років, 63,1 % — особи у віці 18—64 років, 10,2 % — особи у віці 65 років та старші. Медіана віку мешканця становила 36,8 року. На 100 осіб жіночої статі у селищі припадало 98,3 чоловіків;  на 100 жінок у віці від 18 років та старших — 94,6 чоловіків також старших 18 років.
Середній дохід на одне домашнє господарство  становив 68 759 доларів США (медіана — 61 078), а середній дохід на одну сім'ю — 77 409 доларів (медіана — 75 000). Медіана доходів становила 52 746 доларів для чоловіків та 34 750 доларів для жінок. За межею бідності перебувало 9,7 % осіб, у тому числі 12,3 % дітей у віці до 18 років та 5,6 % осіб у віці 65 років та старших.
Цивільне працевлаштоване населення становило 2710 осіб. Основні галузі зайнятості: освіта, охорона здоров'я та соціальна допомога — 30,8 %, виробництво — 17,0 %, роздрібна торгівля — 12,1 %, науковці, спеціалісти, менеджери — 8,4 %.